# Emblema della Repubblica Socialista Sovietica Estone
L'emblema della Repubblica Socialista Sovietica Estone fu ufficialmente adottato il 1º ottobre del 1940, ed utilizzato come stemma ufficiale della Repubblica Socialista Sovietica Estone (parte dell'Unione Sovietica) fino al 7 agosto 1990.

## Simbologia
Come tutti quelli delle repubbliche sovietiche, anche lo stemma della RSS Estone appare molto simile a quello dell'Unione Sovietica. Come quest'ultimo infatti, si presenta caratterizzato dalla presenza di numerosi riferimenti e simboli tipici dell'araldica socialista: la falce e martello al centro, tradizionale emblema del comunismo internazionale, è sormontata da una stella rossa a cinque punte, indicante la vittoria del socialismo in tutti e cinque i continenti. A fare da sfondo, il sole nascente preconizza l'ascesa ed il radioso futuro del proletariato.
A fare da contorno all'emblema, un fascio di spighe di grano (sulla destra) e dei rami di conifere, simboleggianti la prosperità agricola e la vegetazione tipica del territorio estone.
A contornare gli elementi vegetali, una fascia di colore rosso riporta il motto dell'Unione Sovietica Proletari di tutti i paesi, unitevi!, di derivazione marxiana, riportato nelle due lingue estone (Kõigi maade proletaarlased, ühinege!) e russa (Пролетарии всех стран, соединяйтесь!, Pralietaryi ŭsich krain jadnajciesia!). Alla base dell'emblema, la fascia rossa prosegue riportando il nome ufficiale della repubblica (Eesti Nõukogude Sotsialistlik Vabariik) sotto forma di acronimo (Eesti NSV).
È peraltro curioso notare come, rispetto ad altri stemmi sovietici, quello della RSS Estone sia uno di quelli più semplici, con meno riferimenti tipici al territorio di origine. Non compaiono infatti rimandi ad oggetti tradizionali o particolarmente rappresentativi dell'Estonia e della sua cultura o ambiente (ad eccezione dei rami di conifera, che richiamano la vegetazione nordica).

## Storia
Lo stemma della RSS Estone venne dichiarato ufficiale nel 1940, con uno specifico articolo (il n. 116) della costituzione dello stato promulgata dal Soviet Supremo del Partito Comunista Estone. Nello stesso anno, il vecchio stemma della Repubblica Estone venne ufficialmente bandito, e la sua esposizione venne severamente vietata, così come quella del tricolore nazionale bianco-nero-azzurro.
L'emblema è poi restato in vigore senza alcuna modifica fino al 1990, quando venne rimpiazzato da quello repubblicano attuale. Nel 2015 il ministro della giustizia estone propose una legge per mettere al bando i simboli comunisti nel paese (equiparandoli a quelli nazisti), ma al momento tale bando non è in vigore.